# Rhodri le Grand
Rhodri Mawr ap Merfyn dit le Grand (Roderick the Great en anglais, Rhodri Mawr en gallois), né vers 820 et mort en 878, fut roi de Gwynedd (844–878), du Powys (855–878) et de Seisyllwg (871–878), il  régna ainsi sur presque tout ce qui correspond au pays de Galles actuel

## Origine
Rhodri par son père Merfyn Frych ap Gwriad serait selon les Généalogies du Jesus College MS. 20 un descendant de « Maxen Wledic » c'est-à-dire l'usurpateur Magnus Maximus et de la lignée des rois de l'île de Man : 
Rodri mawr m Meruyn m Guriat m Elidyr m Celenion merch Tutwal (III) tutclith m Anarawd gwalchcrwn m Meruyn mawr m Kyuyn m Anllech m Tutwal (II) m Run m Neidaon m Senilth hael. Tryd hael or gogled. Senilth m Dingat m Tutwal (I) m Edneuet m Dunawt m Maxen wledic. val y mae vchot
Selon les généalogies la mère de Rhodri serait Nest ferch Cadell ou plus certainement Essylt la fille de Cynan Dindaethwy ap Rhodri

## Biographie
Premier roi à unir le Pays de Galles et également premier à recevoir le surnom de « Grand », il était le fils de Merfyn Frych ap Gwriad dont il hérita le royaume de Gwynedd en 844. À la mort de Cyngen ap Cadell, le roi de Powys, lors d'un pèlerinage à Rome en 855, il reçoit également en héritage le royaume de Powys. En 871, Gwgon ap Meurig, le dirigeant de Seisyllwg (dans le sud du Pays de Galles) meurt noyé de façon accidentelle. En vertu du mariage qu'il avait contracté avec Angharad, la sœur de Gwgon, Rhodri put également annexer ce royaume, ce qui porta l'étendue de ses terres à presque tout le Pays de Galles
Malgré ces circonstances favorables, Rhodri dut néanmoins supporter à la fois la pression des Anglais et des Danois. Ces derniers ravagèrent l'île d'Anglesey, le berceau du Gwynedd en 854. En 856, Rhodri remporta une victoire importante contre les Danois en tuant leur chef Gorm (parfois orthographié Horm) Sedulius Scotus, un lettré irlandais à la cour de Charles II le Chauve (le roi des Francs occidentaux) à Liège, écrivit dans ses Chroniques d'Ulster deux poèmes célébrant la victoire de « Roricus » contre les Vikings.
En 877, Rhodri mena une autre bataille contre les invasions viking sur l'île d'Anglesey, mais dut fuir en Irlande. Les Annales Cambriae indiquent qu'à son retour, l'année suivante, lui et son fils aîné Gwriad auraient été tués par les Merciens de Ceolwulf II, bien que les circonstances restent inconnues. Son fils Anarawd ap Rhodri lui succéda, et lorsqu'il remporta une victoire contre les Merciens quelques années plus tard, les annales acclamèrent celle-ci comme « la vengeance divine pour Rhodri ».
On attribue traditionnellement à Rhodri le Grand la construction du premier château de Dinefwr. Notons qu'au cours du siècle où il a vécu, il faisait partie des trois seuls rois à avoir reçu le titre de « Grand » avec Charlemagne et Alfred le Grand. Ceci explique peut-être pourquoi, en dépit du peu d'informations qui nous sont parvenues de son règne (il n'avait pas de biographe) il est encore considéré par les Gallois comme l'un de leurs plus grands monarques.

## Postérité
Selon les généalogies et son contemporain Asser le « puissant roi » Rhodri le Grand laisse six fils guerriers. Outre son fils aîné Gwriad, tué en même temps que lui, seulement trois sont mentionnés dans les chroniques :
- Gwriad tué en 878 ;
- Anarawd, roi de Gwynedd (878–916) ;
- Cadell, roi de Seisyllwg (872–909) ;
- Merfyn, roi de Powys (878–903) ;
- Aidan ;
- Meurig ;
- Morgan (?) ;
- et une fille Nest.

Toutefois, Peter Bartrum considère qu'il convient de lire les deux derniers noms : Morgant; Nest oed y vam ef Nest [ferch Rhodri Mawr] mam Morgant, c'est-à-dire, Nest mère de Morgan Hen ab Owain.